# Ksienija Sizowa
Ksienija Władimirowna Sizowa, ros. Ксения Владимировна Cизова (ur. 30 lipca 1989 w ZSRR) – rosyjska siatkarka, grająca na pozycji przyjmującej. W sezonie 2011/2012 występowała w dużynie AZS Białystok.

## Sukcesy klubowe
Liga rosyjska:
- 2008, 2009

Puchar CEV:
- 2009

## Sukcesy reprezentacyjne
Mistrzostwa Europy Kadetek:
- 2005